# Zeiko Lewis
Zeiko Lewis (Spanish Point, 6 aprile 1994) è un calciatore bermudiano, centrocampista dell'Union Omaha.

## Biografia
Anche il padre Troy ed il nonno Fred sono stati calciatori.

## Carriera

### Nazionale
Ha segnato un gol nelle qualificazioni ai Mondiali del 2018. Ha partecipato alla CONCACAF Gold Cup 2019.

## Statistiche

### Cronologia presenze e reti in nazionale
| Cronologia completa delle presenze e delle reti in nazionale ― Bermuda | Cronologia completa delle presenze e delle reti in nazionale ― Bermuda | Cronologia completa delle presenze e delle reti in nazionale ― Bermuda | Cronologia completa delle presenze e delle reti in nazionale ― Bermuda | Cronologia completa delle presenze e delle reti in nazionale ― Bermuda | Cronologia completa delle presenze e delle reti in nazionale ― Bermuda | Cronologia completa delle presenze e delle reti in nazionale ― Bermuda | Cronologia completa delle presenze e delle reti in nazionale ― Bermuda |
| Data                                                                   | Città                                                                  | In casa                                                                | Risultato                                                              | Ospiti                                                                 | Competizione                                                           | Reti                                                                   | Note                                                                   |
| ---------------------------------------------------------------------- | ---------------------------------------------------------------------- | ---------------------------------------------------------------------- | ---------------------------------------------------------------------- | ---------------------------------------------------------------------- | ---------------------------------------------------------------------- | ---------------------------------------------------------------------- | ---------------------------------------------------------------------- |
| 2-9-2011                                                               | Port of Spain                                                          | Trinidad e Tobago                                                      | 1 – 0                                                                  | Bermuda                                                                | Qual. Mondiali 2014                                                    | -                                                                      | 77’                                                                    |
| 6-3-2015                                                               | Hamilton                                                               | Bermuda                                                                | 2 – 2                                                                  | Grenada                                                                | Amichevole                                                             | -                                                                      |                                                                        |
| 8-3-2015                                                               | Hamilton                                                               | Bermuda                                                                | 2 – 0                                                                  | Grenada                                                                | Amichevole                                                             | -                                                                      | 96’                                                                    |
| 26-3-2015                                                              | Nassau                                                                 | Bahamas                                                                | 0 – 5                                                                  | Bermuda                                                                | Qual. Mondiali 2018                                                    | 1                                                                      |                                                                        |
| 29-3-2015                                                              | Hamilton                                                               | Bermuda                                                                | 3 – 0                                                                  | Bahamas                                                                | Qual. Mondiali 2018                                                    | -                                                                      |                                                                        |
| 6-6-2015                                                               | Hamilton                                                               | Bermuda                                                                | 1 – 1                                                                  | Porto Rico                                                             | Amichevole                                                             | -                                                                      |                                                                        |
| 13-6-2015                                                              | Città del Guatemala                                                    | Guatemala                                                              | 0 – 0                                                                  | Bermuda                                                                | Qual. Mondiali 2018                                                    | -                                                                      | 61’                                                                    |
| 16-6-2015                                                              | Hamilton                                                               | Bermuda                                                                | 0 – 1                                                                  | Guatemala                                                              | Qual. Mondiali 2018                                                    | -                                                                      |                                                                        |
| 22-3-2016                                                              | L'Avana                                                                | Cuba                                                                   | 2 – 1                                                                  | Bermuda                                                                | Qualificazioni alla Coppa dei Caraibi 2017                             | -                                                                      |                                                                        |
| 27-3-2016                                                              | Hamilton                                                               | Bermuda                                                                | 2 – 1                                                                  | Guyana francese                                                        | Qualificazioni alla Coppa dei Caraibi 2017                             | -                                                                      |                                                                        |
| 5-6-2016                                                               | Hamilton                                                               | Bermuda                                                                | 0 – 1                                                                  | Rep. Dominicana                                                        | Qualificazioni alla Coppa dei Caraibi 2017                             | -                                                                      |                                                                        |
| 19-6-2016                                                              | Remire-Montjoly                                                        | Guyana francese                                                        | 3 – 0                                                                  | Bermuda                                                                | Qualificazioni alla Coppa dei Caraibi 2017                             | -                                                                      | 84’                                                                    |
| 29-10-2017                                                             | Hamilton                                                               | Bermuda                                                                | 2 – 3                                                                  | Barbados                                                               | Amichevole                                                             | -                                                                      | 85’                                                                    |
| 22-3-2018                                                              | North Sound                                                            | Antigua e Barbuda                                                      | 3 – 2                                                                  | Bermuda                                                                | Amichevole                                                             | 1                                                                      | 63’                                                                    |
| 25-3-2018                                                              | Bridgetown                                                             | Barbados                                                               | 0 – 0                                                                  | Bermuda                                                                | Amichevole                                                             | -                                                                      | 67’                                                                    |
| 10-9-2018                                                              | Willemstad                                                             | Aruba                                                                  | 3 – 1                                                                  | Bermuda                                                                | CONCACAF Nations League 2019-2020 - Qualificazioni                     | -                                                                      | 55’                                                                    |
| 13-10-2018                                                             | Hamilton                                                               | Bermuda                                                                | 12 – 0                                                                 | Sint Maarten                                                           | CONCACAF Nations League 2019-2020 - Qualificazioni                     | 3                                                                      |                                                                        |
| 17-11-2018                                                             | Hamilton                                                               | Bermuda                                                                | 1 – 0                                                                  | El Salvador                                                            | CONCACAF Nations League 2019-2020 - Qualificazioni                     | -                                                                      |                                                                        |
| 24-3-2019                                                              | Santiago de los Caballeros                                             | Rep. Dominicana                                                        | 1 – 3                                                                  | Bermuda                                                                | CONCACAF Nations League 2019-2020 - Qualificazioni                     | 1                                                                      | 78’                                                                    |
| 7-6-2019                                                               | Hamilton                                                               | Bermuda                                                                | 1 – 0                                                                  | Guyana                                                                 | Amichevole                                                             | -                                                                      | 45’                                                                    |
| 17-6-2019                                                              | San José                                                               | Haiti                                                                  | 2 – 1                                                                  | Bermuda                                                                | Gold Cup 2019 - 1º Turno                                               | -                                                                      |                                                                        |
| 21-6-2019                                                              | Frisco                                                                 | Costa Rica                                                             | 2 – 1                                                                  | Bermuda                                                                | Gold Cup 2019 - 1º Turno                                               | -                                                                      | 72’                                                                    |
| 25-6-2019                                                              | Harrison                                                               | Bermuda                                                                | 2 – 0                                                                  | Nicaragua                                                              | Gold Cup 2019 - 1º Turno                                               | -                                                                      |                                                                        |
| 6-9-2019                                                               | Hamilton                                                               | Bermuda                                                                | 1 – 4                                                                  | Panama                                                                 | CONCACAF Nations League 2019-2020 - 1º Turno                           | -                                                                      |                                                                        |
| 9-9-2019                                                               | Panama                                                                 | Panama                                                                 | 0 – 2                                                                  | Bermuda                                                                | CONCACAF Nations League 2019-2020 - 1º Turno                           | -                                                                      |                                                                        |
| 12-10-2019                                                             | Hamilton                                                               | Bermuda                                                                | 1 – 5                                                                  | Messico                                                                | CONCACAF Nations League 2019-2020 - 1º Turno                           | -                                                                      | 77’                                                                    |
| 20-11-2019                                                             | Toluca                                                                 | Messico                                                                | 2 – 1                                                                  | Bermuda                                                                | CONCACAF Nations League 2019-2020 - 1º Turno                           | -                                                                      | 72’                                                                    |
| 31-3-2021                                                              | Bradenton                                                              | Bermuda                                                                | 5 – 0                                                                  | Aruba                                                                  | Qual. Mondiali 2022                                                    | -                                                                      | 62’                                                                    |
| 3-7-2021                                                               | Fort Lauderdale                                                        | Bermuda                                                                | 8 – 1                                                                  | Barbados                                                               | Qual. Gold Cup 2021                                                    | 1                                                                      | 73’                                                                    |
| 7-7-2021                                                               | Fort Lauderdale                                                        | Haiti                                                                  | 4 – 1                                                                  | Bermuda                                                                | Qual. Gold Cup 2021                                                    | -                                                                      | 68’                                                                    |
| 25-3-2023                                                              | Hamilton                                                               | Bermuda                                                                | 0 – 2                                                                  | Guyana                                                                 | CONCACAF Nations League 2022-2023 - 1º Turno                           | -                                                                      | 76’                                                                    |
| 29-3-2023                                                              | San Cristóbal                                                          | Haiti                                                                  | 3 – 1                                                                  | Bermuda                                                                | CONCACAF Nations League 2022-2023 - 1º Turno                           | -                                                                      |                                                                        |
| 8-9-2023                                                               | Hamilton                                                               | Bermuda                                                                | 0 – 0                                                                  | Guyana francese                                                        | CONCACAF Nations League 2023-2024 - 1º Turno                           | -                                                                      | 78’                                                                    |
| Totale                                                                 |                                                                        | Presenze                                                               | 33                                                                     |                                                                        | Reti                                                                   | 7                                                                      |                                                                        |

## Palmarès

### Club

#### Competizioni nazionali
- USL League One: 1

Union Omaha: 2024